# John Russell, 1. Earl of Bedford

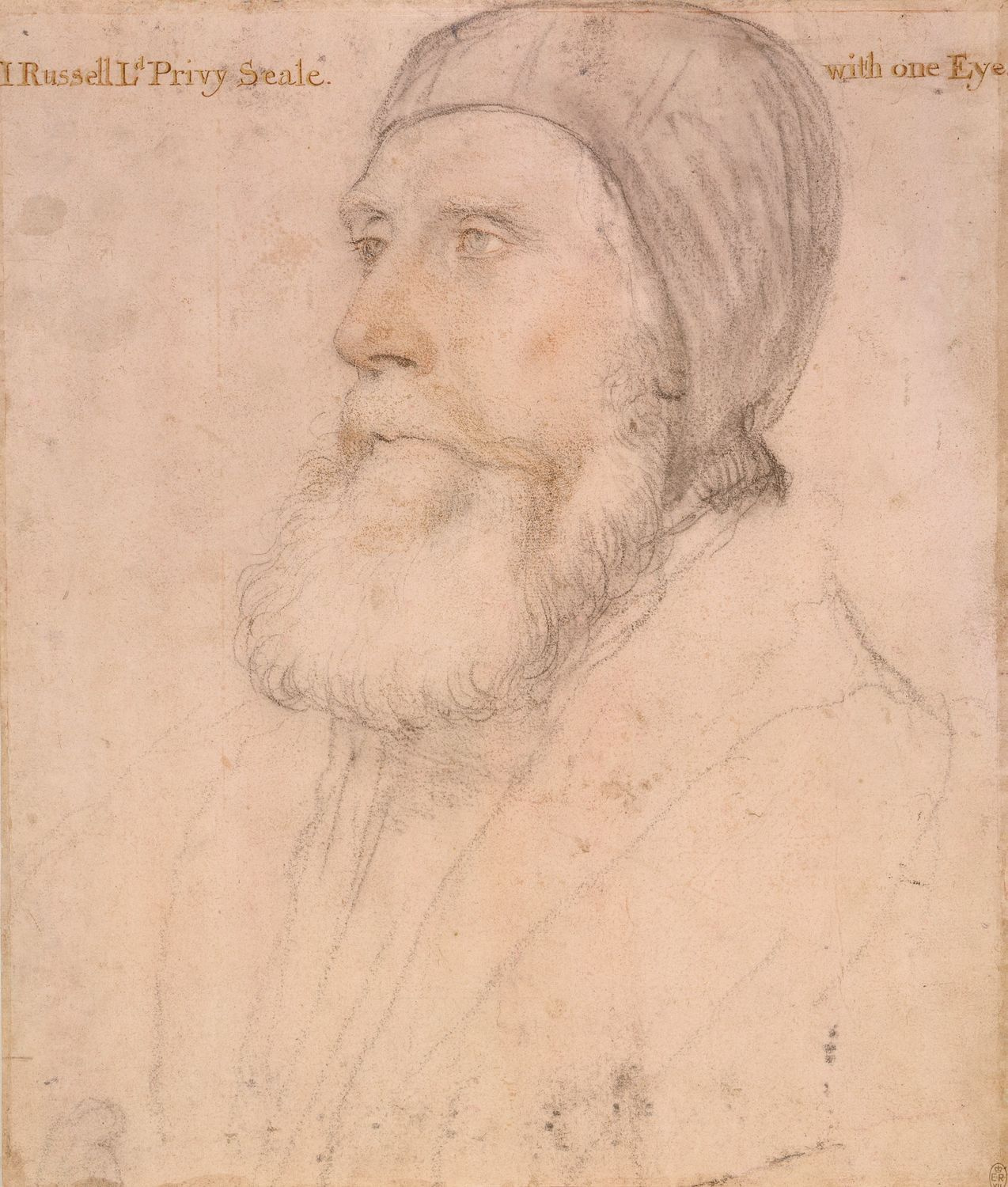
John Russell, 1. Earl of Bedford (Zeichnung von Hans Holbein dem Jüngeren)

John Russell, 1. Earl of Bedford, KG, PC (* 1485 in Kingston Russell, Dorset, England; † 14. März 1555 in Russell House, Strand, London, England) war ein englischer Staatsmann, der zwischen 1529 und 1536 Mitglied des Unterhauses (House of Commons) war und von 1542 bis 1555 Lordsiegelbewahrer (Lord Privy Seal) sowie zwischen 1552 und seinem Tod 1555 Lord Lieutenant von Devon, Cornwall, Somerset und Dorset war. Am 9. März 1539 war er zum Baron Russell sowie am 19. Januar 1550 zum 1. Earl of Bedford erhoben worden.

## Leben

### Ämter am Hofe von Heinrich VII. und Heinrich VIII.
Russell, Sohn von James Russell und Alice Wyse, trat im Januar 1506 in den Dienst von Philipp I., König von Kastilien, und dessen Ehefrau Johanna von Kastilien, nachdem diese vor Weymouth einen Schiffbruch erlitt und begleitete diese zum Königlichen Hof von Heinrich VII., König von England. Im darauf folgenden Jahr wurde er Kammerherr von König Heinrich VII. und übernahm dieses Amt auch unter dessen Nachfolger Heinrich VIII., der nach dem Tode seines Vaters am 21. April 1509 König von England wurde. 1513 begleitete er König Heinrich VIII. auf dessen Feldzug gegen Frankreich bei der Eroberung von Thérouanne und Tournai.
Nachdem Russell bei der Eroberung von Morlaix in der Bretagne durch einen Pfeil sein rechtes Auge verloren hatte, wurde er am 2. Juli 1522 durch Thomas Howard, Earl of Surrey zum Knight Bachelor geschlagen. 1523 wurde er Knight Marshal und damit Vertreter von Earl Marshal Thomas Howard, 2. Duke of Norfolk, dem Vater des Earl of Surrey. Am 23. und 24. Februar 1525 war er Beobachter der Schlacht bei Pavia, eine Schlacht im Rahmen der Italienkriege um die Hegemonie in Europa zwischen den Habsburgern unter Karl V. und den Valois unter Franz I. von Frankreich. 1528 wurde er sowohl Sheriff von Somerset als auch von Dorset.

### Mitglied des Unterhauses und Erhebung zum Baron

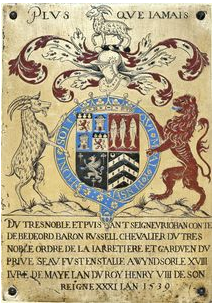
Wappen von John Russell, 1. Earl of Bedford, als Ritter des Hosenbandordens

1529 wurde Russell Mitglied des Unterhauses (House of Commons) und vertrat in diesem bis 1536 die Interessen von Buckinghamshire. Als Nachfolger von William Paulet wurde er 1537 Prüfer des Königlichen Haushalts (Comptroller of the Household) und bekleidete dieses Amt bis zu seiner Ablösung durch William Kingston am 9. März 1539. Zudem wurde er 1538 zum Mitglied des Geheimen Kronrates (Privy Council) berufen.
1539 wurde ihm ein Anwesen in Amersham zugesprochen, das sich im Besitz von Edward Stafford, 3. Duke of Buckingham befand, der wegen eines Konflikts mit dem König zum Tode verurteilt, am 17. Mai 1521 auf dem Tower Hill enthauptet und am 31. Juli 1523 durch einen Parlamentsbeschluss für ehrlos erklärt wurde.
Durch ein Letters Patent vom 9. März 1539 wurde Russell als 1. Baron Russell in den erblichen Adelsstand der Peerage of England erhoben. Sechs Wochen später wurde er am 24. April 1539 auch Knight Companion des Hosenbandordens (KG). Im Juli 1539 wurde er ferner Nachfolger von Henry Courtenay, 1. Marquess of Exeter als Lord Warden of the Stannaries und übte damit bis zu seiner Ablösung durch seinen Sohn Francis Russell 1553 juristische und militärische Funktionen in Cornwall aus. Zugleich übernahm er im Juli 1539 die Funktion des High Steward of Cornwall.
Nach der Auflösung der englischen Klöster durch König Heinrich VIII. erhielt Baron Russell für sich und seine Erben neben der Zisterzienser-Abtei in Dunkeswell, die Abtei in Tavistock und die Ländereien dieses Ortes, zu dem mehr als dreißig Landgüter und mehrere Kirchenpatronate gehörten. Daneben fiel an ihn weiterer Grundbesitz in Devon, Cornwall, Somerset und Dorset, wie auch Teile der ebenfalls aufgelösten Abtei von St Albans.

### Great Officer of State und Erhebung zum Earl

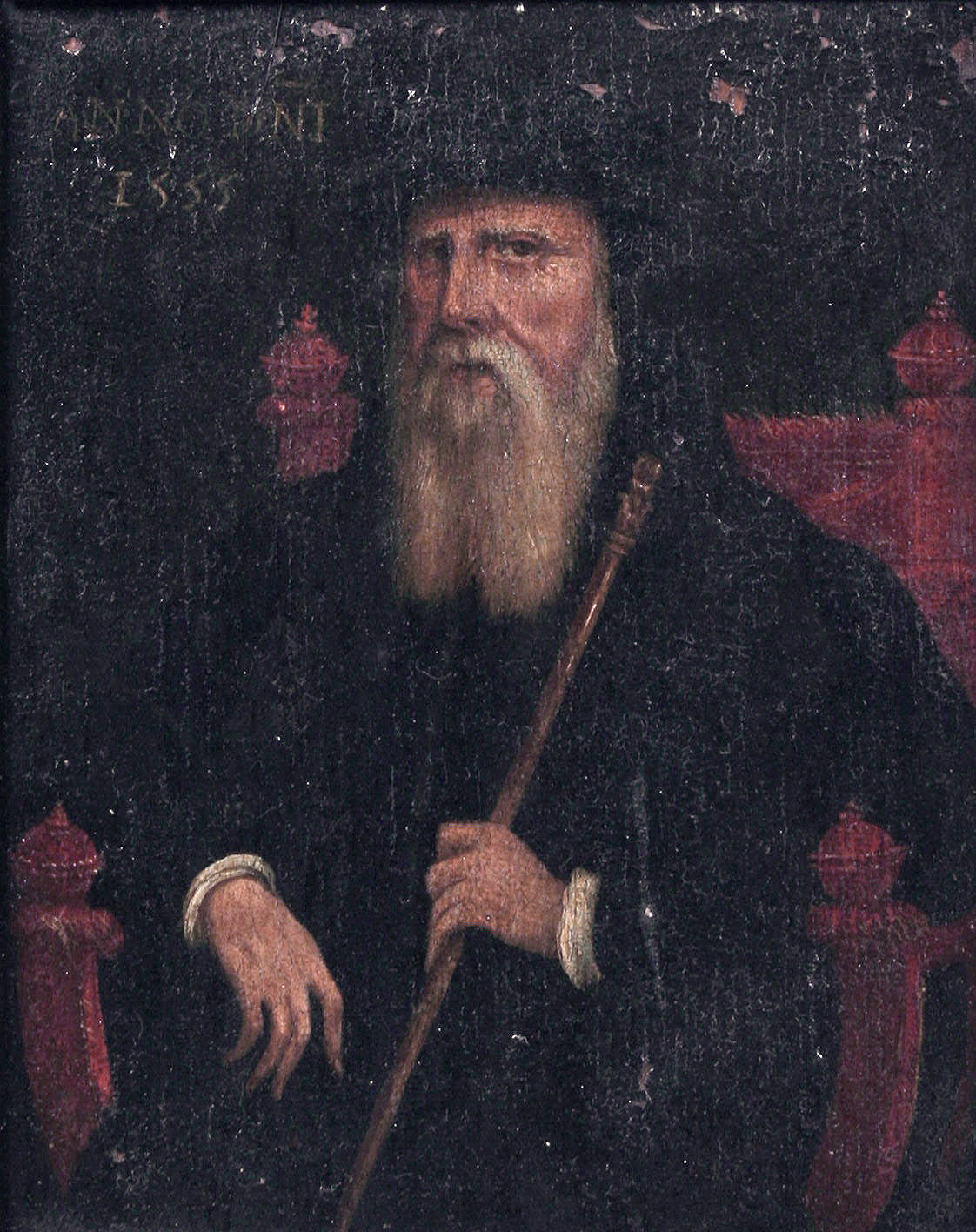
John Russell, 1. Earl of Bedford

1540 übernahm Russell von William Fitzwilliam, 1. Earl of Southampton das Amt als Lord High Admiral und damit erstmals eines der neun Ämter der Great Officers of State. Er verblieb bis 1542 auf diesem Posten und wurde dann durch Edward Seymour abgelöst.
Er selbst übernahm daraufhin als Nachfolger von William Fitzwilliam, 1. Earl of Southampton, im Oktober 1542 die Funktion als Lordsiegelbewahrer (Lord Privy Seal) und übte dieses mit nur kurzen Unterbrechungen bis zu seinem Tode 1555 aus – Nachfolger wurde William Paget. Daneben fungierte er zwischen 1543 und seinem Tode auch als High Steward der University of Oxford und war damit Vertreter des Kanzlers der Universität. Während des vierten Italienischen Krieges führte er 1544 eine erfolglose Belagerung von Montreuil durch. Im Jahr 1545 war er Generalkapitän der Vorhut beim Angriff auf Boulogne-sur-Mer. Nach dem Tode von König Heinrich VIII. am 28. Januar 1547 gehörte er zu dessen Testamentsvollstreckern.
Russell fungierte 1547 als auch als Lord High Steward bei der Krönung von dessen Nachfolger König Eduard VI. Von diesem wurde ihm weiterer Grundbesitz zugesprochen, wie der Sitz des Präzeptors des Souveränen Malteserordens in Mitchelburn, die Zisterzienser-Abtei Woburn, die Benediktiner-Abtei Thorney und die Dominikaner-Priorei in Exter. Am 4. August 1549 war er Befehlshaber der königlichen Truppen in der Schlacht von Woodbury Common.
Baron Russell wurde durch ein Letters Patent  vom 19. Januar 1550 zum 1. Earl of Bedford erhoben. Zuletzt übernahm er 1552 in Personalunion die Funktionen als Lord Lieutenant in den Grafschaften Devon, Cornwall, Somerset und Dorset und übte diese bis zu seinem Tode aus. Seine Nachfolge als Lord Lieutenant von Cornwall, Devon und Dorset trat John Bourchier, 2. Earl of Bath an. Am 4. Mai 1552 wurde ihm Long Acre in Middlesex zugesprochen, ein sieben Acres großes Grundstück, das sich zuvor im Eigentum von Edward Seymour, 1. Duke of Somerset befand, der am 16. Oktober 1551 auf Betreiben von John Dudley, 1. Duke of Northumberland wegen Hochverrats verhaftet und am 22. Januar 1552 auf dem Tower Hill enthauptet wurde. Aus diesem Besitz entstand Covent Garden.

### Ehe und Nachkommen

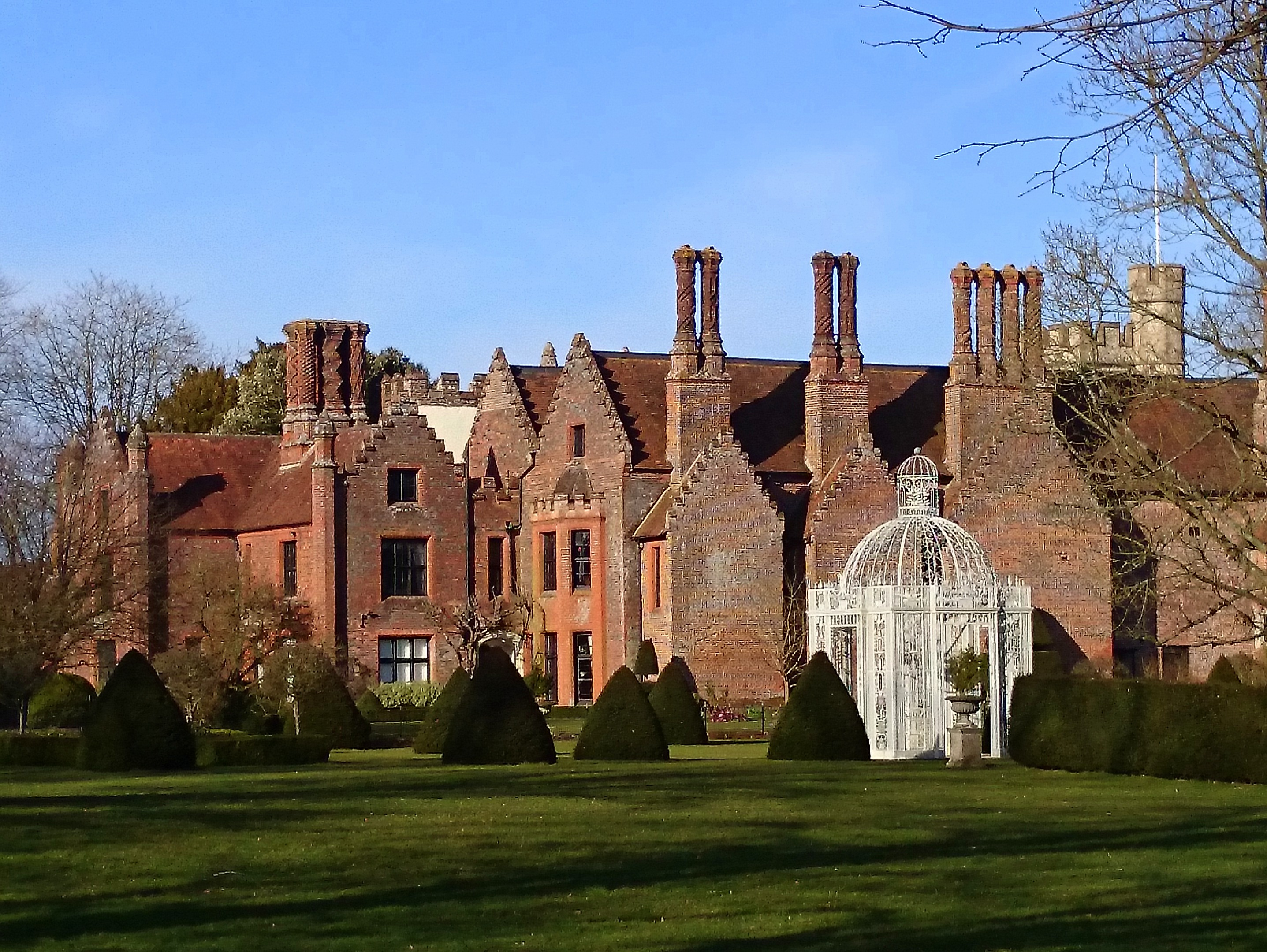
Chenies Manor, der 1460 erbaute Wohnsitz von John Russell

Russell heiratete 1526 Anne Broughton, deren erster Ehemann John Broughton 1518 und deren zweiter Ehemann Sir Richard Jerningham 1526 verstorben war. Sie war die Tochter von Sir Guy Sapcote und dessen Ehefrau Margaret Wolston. Durch diese Heirat fiel der 1460 von Sir John Cheyne ererbte Grundbesitz Chenies Manor House in sein Eigentum.
Aus dieser Ehe ging sein einziger Sohn Francis Russell hervor, der bereits 1553 sein Nachfolger als Lord Warden of the Stannaries wurde und nach seinem Tod den Titel 2. Earl of Bedford sowie den nachgeordneten Titel des 2. Baron Russell erbte.